# Keep Calm and Carry On
Keep Calm and Carry On (прим. прев. Останите мирни и наставите) је био мотивациони постер који је штампала британска влада 1939. године, неколико месеци пре почетка Другог светског рата. Намера је била да се подигне морал британске јавности, који ће опасти током масивног напада на веће градове. Био је ограничено дистрибуиран, без јавног приказивања, па је био у то време слабо познат. Опет је откривен 2000. када су га издале бројне приватне компаније и од тада се користио као декорација на бројним производима. Веровало се да су преостала само два постера ван владиних архива, све док 20 комада није приказала ћерка бившег члана Краљевског посматрачког корпуса у емисији Antiques Roadshow.